# Ambassade d'Algérie en Ouganda
L'ambassade d'Algérie en Ouganda est la représentation diplomatique de l'Algérie en Ouganda, qui se trouve à Kampala, la capitale du pays.

## Ambassadeurs d'Algérie en Ouganda
- 2015-2021 : Farid Boulahbel
- Depuis 2021 : Chérif Oualid